# Кинта-Гранде
Кинта-Гранде (порт. Quinta Grande)  —  район (фрегезия) в Португалии,  входит в округ Мадейра. Расположен на острове Мадейра. Является составной частью муниципалитета  Камара-де-Лобуш. Население составляет 2156 человек на 2011 год. Занимает площадь 3,89 км².
Покровителем района считается Дева Мария (порт. Nossa Senhora dos Remédios). 

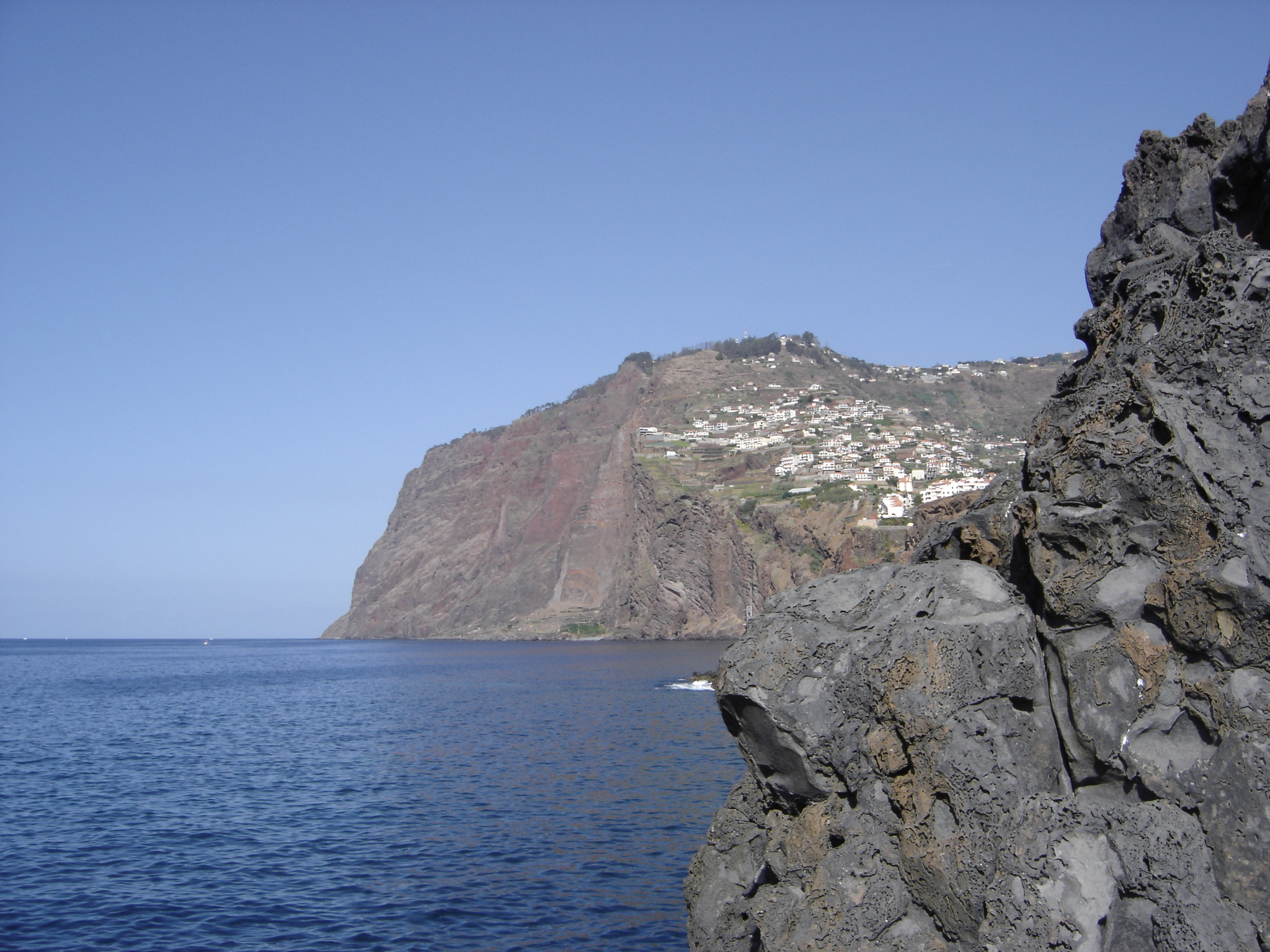